# Jacques MacDonald, duc de Tarente

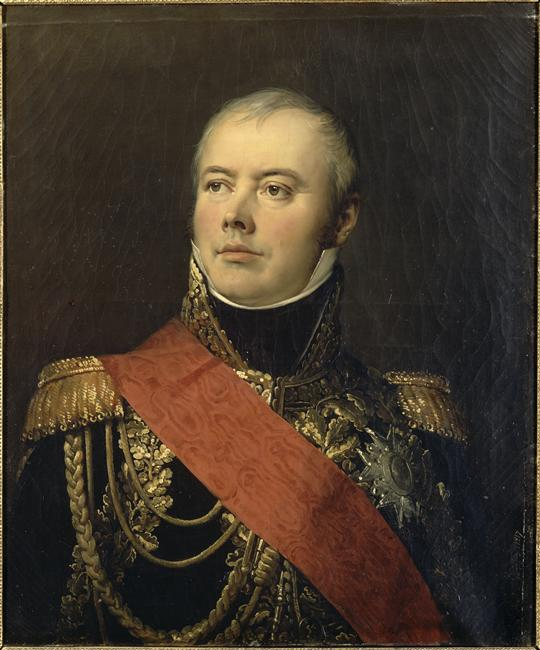
Jacques MacDonald, 1817

Étienne Jacques Joseph Alexandre MacDonald (* 17. November 1765 in Sedan, Champagne; † 25. September 1840 in Beaulieu-sur-Loire, Département Loiret) war ein französischer Offizier in der Zeit der Revolutionskriege, der durch Napoleon zum Duc de Tarente (Herzog von Tarent) erhoben und zum Maréchal d’Empire ernannt wurde.

## Leben
Jacques MacDonald entstammte einer schottischen Familie, die mit den Stuarts nach Frankreich geflüchtet war.

### In der Revolutionsarmee

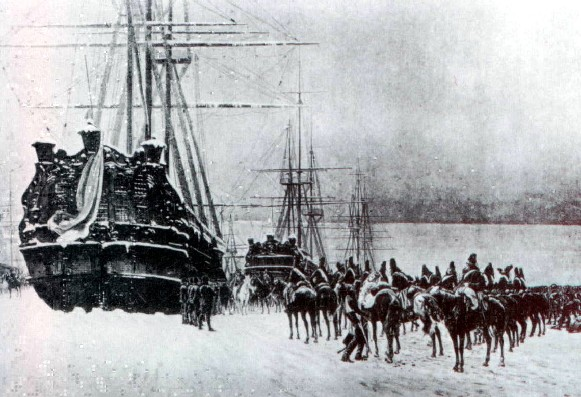
Die niederländische Flotte und französische Kavallerie am 23. Januar 1795, glorifizierendes Gemälde

Im Jahr 1784 diente MacDonald in der Irischen Brigade. Nach mehreren Wechseln, u. a. zum Régiment d’infanterie de Royal Hesse-Darmstadt, wurde er Anhänger der republikanischen Partei in der Französischen Revolution und als Capitaine Adjutant bei Charles-François Dumouriez. Im Ersten Koalitionskrieg tat er sich mehrfach hervor, so in der Schlacht bei Jemappes und in der Schlacht bei Werwicq (Menin), sodass er zum Brigadegeneral befördert wurde. Beim Einfall der französischen Nordarmee in die Österreichischen Niederlande, dem heutigen Belgien, und in die Republik der Sieben Vereinigten Provinzen 1794 kämpften seine Truppen u. a. gegen Truppen des Herzogs von York. Im Januar 1795 gelang es einem Teil der von ihm geführten Avantgarde des Korps Pichegru, trotz feindlichen Geschützfeuers das zugefrorene Wattenmeer bei Den Helder zu überqueren und die Übergabe der niederländischen Flotte zu erzwingen. Dies brachte ihm 1796 die Beförderung zum Général de division ein.

### Unter dem Direktorium
Am 11. Juli 1798 wurde ihm vom Direktorium der Oberbefehl über die französischen Truppen in Rom übertragen. Als General Karl Mack von Leiberich mit 80.000 Mann der durch englisches Geld subsidierten neapolitanischen Armee gegen Rom marschierte, zog sich MacDonald mit seinen 6.000 Mann aus der Stadt zurück. Trotzdem schlug er die Neapolitaner bei Porto Fermo und am 5. Dezember 1798, als Mack bei Civita Castellana die Franzosen angriff. Infolge des letzteren Gefechtes brachen Meutereien in Macks Truppen aus, sodass sich dieser als Kriegsgefangener unter den Schutz der Franzosen stellte.
Am 14. Dezember 1798 war MacDonald wieder Herr über Rom. Er bekam Anfang des Jahres 1799 das Kommando über die Truppen, die Neapel eroberten, erhielt aber den Befehl, das Land wieder zu räumen, als sich anderenorts die französischen Truppen zurückziehen mussten. 1799 eilte er Jean-Victor Moreau in Oberitalien entgegen, ließ sich aber auf die zwei Tage dauernde Schlacht an der Trebbia ein, in der er von Alexander Wassiljewitsch Suworow vernichtend geschlagen wurde. Dadurch fiel die ganze Lombardei in die Hände der Verbündeten. MacDonald musste verletzt nach Paris zurückkehren.

### Napoléons Aufstieg

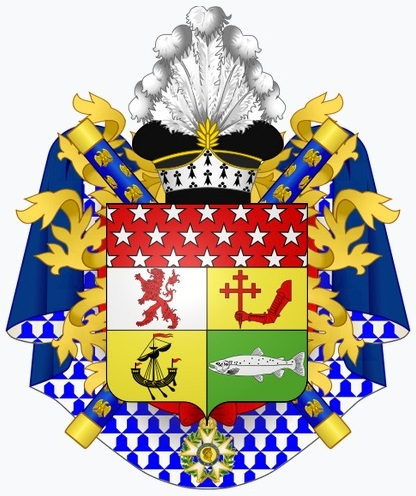
Wappen von MacDonald als Herzog von Tarent

In Paris erhielt er das Kommando der bei Versailles angesammelten Truppen und konnte so Napoleon Bonaparte beim Staatsstreich am 9. November 1799 (18. Brumaire) helfen. Kurzzeitig wurde er der von Moreau kommandierten Rheinarmee zugeteilt. 1800 wurde er Oberbefehlshaber der Reservearmee, die über den Splügen in das Veltlin einrückte. Nach dem Frieden von Lunéville war er von März 1801 bis ins Jahr 1803 Gesandter in Kopenhagen. 
Nach Frankreich zurückgekehrt, fiel er bei Napoléon in Ungnade, weil er sich für die verhafteten Jean-Victor Moreau und für Jean-Charles Pichegru einsetzte. Erst 1809 wurde er wieder in die Armee berufen. Im Kriege gegen Österreich war er mit dem Oberbefehl über den rechten Flügel des Vizekönigs Eugène in Oberitalien betraut. Seine Truppen drangen über die Piave vor, eroberten Ljubljana und besetzten Ende Mai Graz. Am 6. Juli trug seine „italienische Armee“ zum Sieg in der Schlacht bei Wagram bei. Daraufhin ernannte ihn Napoléon zum Maréchal d’Empire und Herzog von Tarent in der noblesse impériale.

### Krieg in Spanien und Russlandfeldzug
Am 24. April 1810 erhielt MacDonald den Oberbefehl über das Augereausche Korps in Katalonien und konnte die Spanier bei Cervera, Labisbal und Val schlagen. 1812 wurde er zum russischen Feldzug abberufen und erhielt das Kommando über das 10. Korps bestehend aus einer französischen und zwei preußischen Divisionen, welches den linken Flügel bildete. Bis Riga vorgerückt, blieb er dort, während die Grande Armée auf Moskau vorrückte. Nachdem die Grande Armée von den Russen geschlagen worden war und ihre Reste sich in ungeordneter Flucht nach Westen zu retten suchten, war seine Stellung in den Ostseegouvernements unhaltbar geworden. Infolge der zwischen dem preußischen General Yorck von Wartenburg und dem russischen General Hans Karl von Diebitsch am 31. Dezember 1812 geschlossenen Konvention von Tauroggen schieden die preußischen Truppen aus dem Kampf gegen Russland aus. MacDonald kommandierte fortan nur noch 9.000 Mann.

### In den Befreiungskriegen
Im Feldzug von 1813 in Sachsen befehligte MacDonald das 11. Korps. Im Mai kämpfte er in der Schlacht bei Großgörschen und Bautzen, wurde aber in der Schlacht an der Katzbach am 26. August von Blücher und Gneisenau vernichtend geschlagen. Nach der Niederlage in der Völkerschlacht bei Leipzig entkam er schwimmend über die Weiße Elster, in der Marschall Josef Anton Poniatowski ertrank. Auf dem weiteren Rückzug nach Frankreich befehligte MacDonald den linken Flügel gegen die verfolgenden Preußen unter Blücher. Am 4. April 1814 traf er in Fontainebleau ein und wurde von Napoléon – zusammen mit Michel Ney und Armand-Augustin-Louis Caulaincourt – zu seinen Bevollmächtigten in den Verhandlungen mit den Alliierten ernannt. MacDonald zählte zu denen, die Napoléon zur Abdankung rieten, was jener letztlich mangels Rückhalt auch tat.

### Rolle in der Restauration

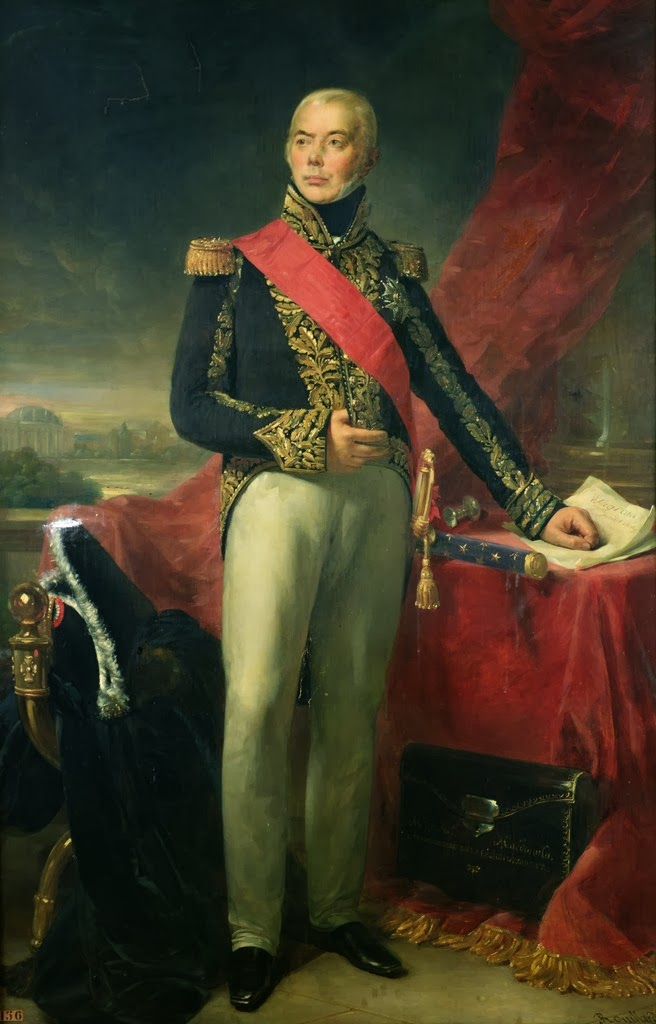
MacDonald nach einem Gemälde von Jean-Sebastien Rouillard, 1837

MacDonald unterstellte sich noch 1814 der Restauration der Bourbonen. Zum Dank wurde er zum Mitglied des Kriegsrates, zum Ritter des Ordre royal et militaire de Saint-Louis und zum Pair von Frankreich ernannt. Als Napoléon 1815 von Elba zurückkehrte, sollte MacDonald die königlichen Truppen bei Lyon befehligen, um das weitere Vordringen des „Usurpators“ zu verhindern. Doch die Bürger von Lyon riefen auf den Straßen: „Es lebe der Kaiser! Nieder mit den Adligen! Nieder mit den Priestern! Tod den Royalisten!“ Daraufhin zweifelte MacDonald daran, dass die ihm zugewiesenen Einheiten königstreu bleiben würden. Deshalb kehrte er nach Paris zurück. Mit einer loyal gebliebenen Einheit begleitete er Ludwig XVIII., als dieser in der Nacht vom 19. zum 20. März 1815 angesichts des auf Paris vorrückenden Napoléon über die belgische Grenze nach Menen floh. Nach Paris zurückgekehrt, schlug er Napoléons Angebot aus, wieder ein Kommando zu übernehmen. Stattdessen schrieb er sich als einfacher Grenadier in die Listen der Nationalgarde ein.
Nach der Zweiten Restauration erhielt MacDonald das Kommando über die Loire-Armee mit dem Auftrag, diese aufzulösen. Am 2. Juli 1815 wurde er zum Großkanzler der Ehrenlegion ernannt und erhielt weitere Titel, u. a. am 5. Oktober 1815 den eines Staatsministers.

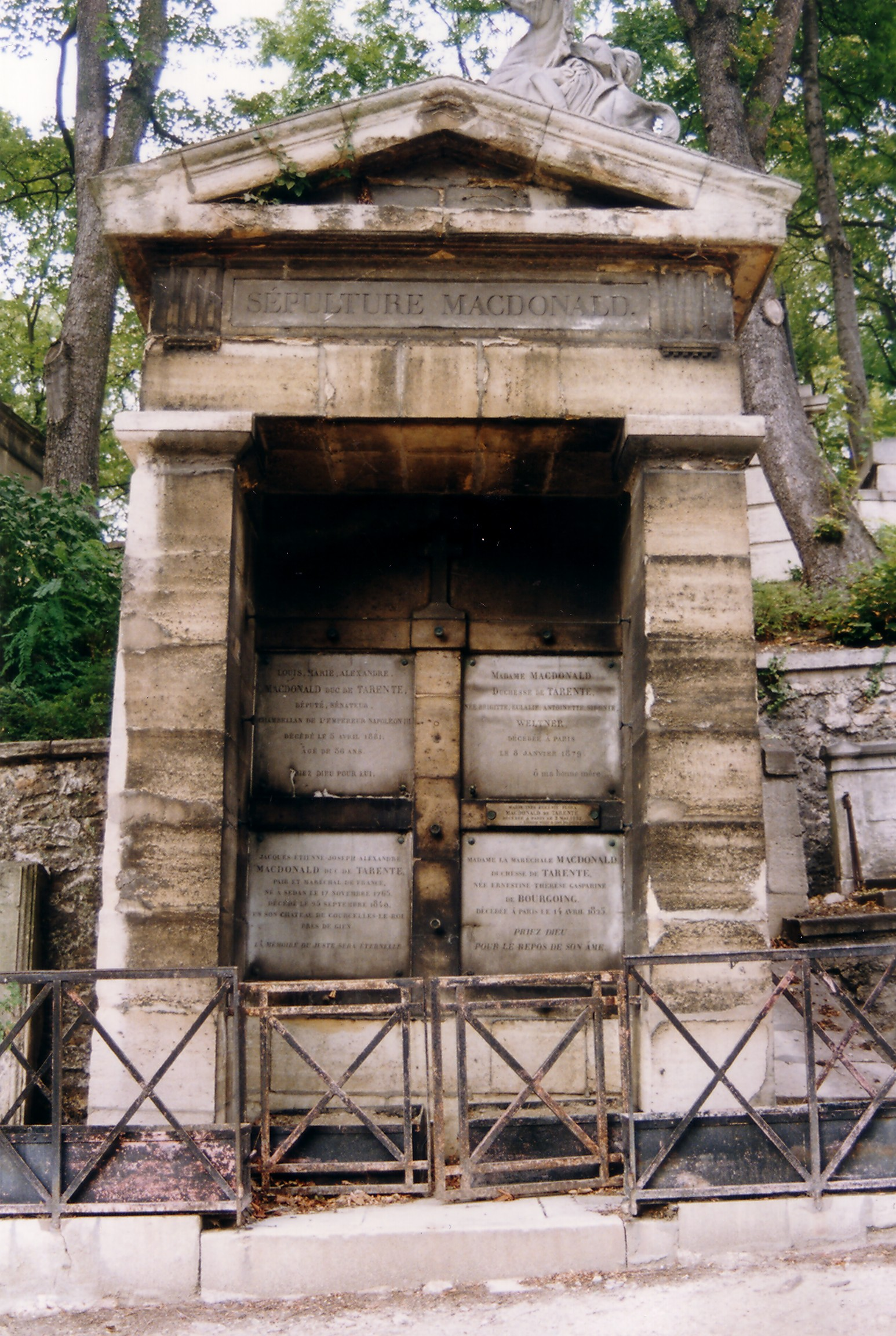
Grabmal des Marschall MacDonald auf dem Friedhof Père-Lachaise in Paris

Nach der Julirevolution zog MacDonald sich aus dem öffentlichen Leben zurück, nahm am 23. August 1831 seinen Abschied und starb am 24. September 1840 im Schloss Courcelles-le-Roy bei Beaulieu-sur-Loire. Beigesetzt wurde er auf dem Friedhof Père-Lachaise in Paris.

## Familie
Sein Sohn Alexandre Charles MacDonald, 2. Herzog von Tarent (* 11. November 1824), war ab 1852 Kammerherr Napoleons III. und Mitglied des Corps législatif (Gesetzgebende Körperschaft) sowie ab 1869 Senator. Er starb am 6. April 1881.

## Auszeichnungen
- 1803: Mitglied der Ehrenlegion
- 1809: Duc de Tarente (Herzog von Tarent) und Maréchal d’Empire
- 1809: Großkreuz der Ehrenlegion (Großkanzler 1815)
- 1814: Ordre royal et militaire de Saint-Louis (Großkreuz 1820)
- 1820: Ritter des Ordens vom Heiligen Geist
- 1814: Pair von Frankreich, 1817 Duc et pair

Sein Name ist am Triumphbogen in Paris in der 13. Spalte eingetragen.